# Альтруизм (биологический)
Альтруизм (биологический) — поведение, когда одно живое существо жертвует своим собственным благосостоянием в пользу другого. Наиболее ярко проявляется в родственных отношениях внутри семьи, таких как воспитание потомства, и у общественных или социальных насекомых (муравьёв, пчёл и термитов). Это позволяют индивидууму увеличить успех своих генов, помогая родственникам, которые разделяют с ним эти гены.
Альтруизм (биологический). «В буквальном смысле, любое действие одного организма, увеличивающее шансы на выживание другого организма при одновременном уменьшении собственных шансов.»

## Описание

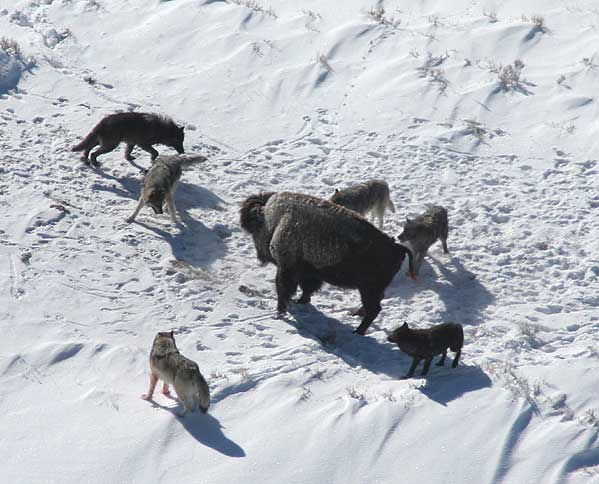
Совместная охота у волков позволяет им добывать много более крупную добычу, чем при индивидуальном подходе, даже если кто-то не принимает в этом активного участия.

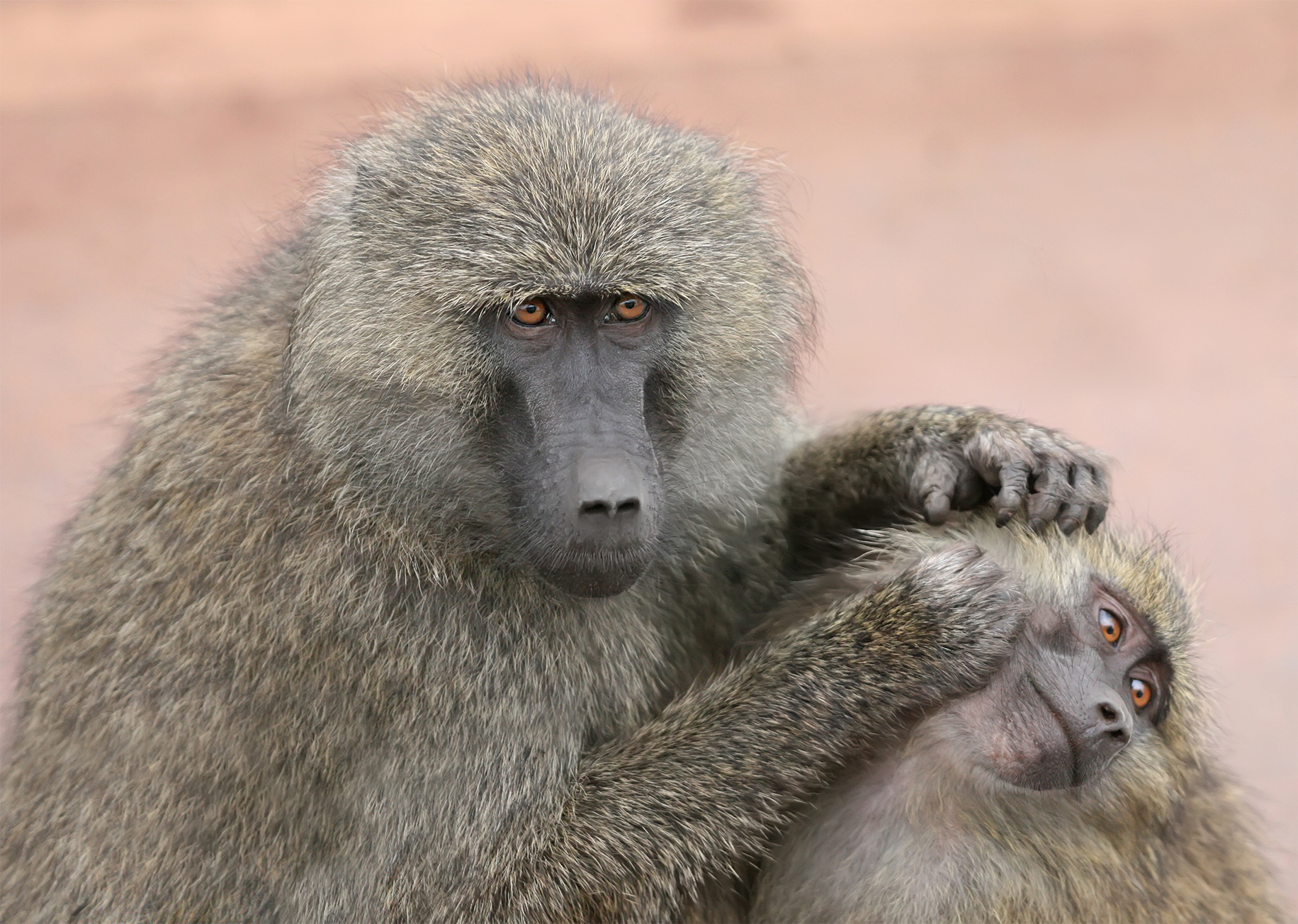
Груминг у бабуинов.

В биологии понятие альтруизма применимо к поведению индивидуума, которое повышает приспособленность другого индивидуума, уменьшая при этом свою приспособленность. Альтруизм в этом смысле отличается от философской концепции альтруизма, в которой действие можно было бы назвать «альтруистическим», только если оно совершалось с сознательным намерением помочь другому. В поведенческом смысле такого требования нет. Как таковой, он не оценивается с моральной точки зрения — это лишь последствия действия для репродуктивной пригодности, которые определяют, считается ли действие альтруистическим, а не намерения, если таковые вообще имеются, с которыми выполняется действие.
Существование альтруизма в природе на первый взгляд вызывает недоумение, потому что альтруистическое поведение снижает вероятность того, что индивидуум будет размножаться. Идея о том, что групповой отбор может объяснить эволюцию альтруизма, впервые была высказана Чарлзом Дарвином в книге «Происхождение человека и половой отбор» (1871). Концепция группового отбора имеет сложную и противоречивую историю в эволюционной биологии, но некритическая традиция «блага вида» внезапно прекратилась в 1960-х годах, во многом благодаря работам Джорджа С. Уильямса и Джона Мейнарда Смита, а также Ричарда Докинза. Эти теоретики эволюционного учения указали на то, что естественный отбор воздействует на индивидуум и что эволюция ведет его индивидуальность (количество произведенного потомства и внучатое потомство по сравнению с остальной частью популяции). Групповое преимущество (например, охота в стае), которое невыгодно для индивидуума (которому может быть нанесен вред во время охоты, когда он может избежать травмы, если будет находиться сзади от стаи, но все же сможет разделить добычу), не может развиться, потому что эгоистичный индивид оставит, в среднем, больше потомства, чем те, кто присоединится к стае и в результате получит травмы. Если эгоизм наследственный, это в конечном итоге приведет к тому, что популяция будет состоять исключительно из эгоистичных индивидуумов. Однако в 1960-х и 1970-х годах появилась альтернатива теории «группового отбора». Это была теория отбора родственников (кин-отбор), первоначально предложенная Уильямом Гамильтоном (правило Гамильтона).
Отбор родственников является примером инклюзивного приспособления, которое основано на представлении, что индивид делит половину своих генов не только с каждым из прямых потомков (родные дети, сын или дочь), но также и с каждым полным сибсом (родным сестрой или братом). Следовательно, с эволюционной генетической точки зрения столь же выгодно помогать в воспитании полных сибсов, как и при выращивании собственного потомства. Эти два вида деятельности эволюционно полностью эквивалентны. Таким образом, совместное разведение (то есть помощь родителям в воспитании сибсов — при условии, что они полные сибсы) может развиваться без необходимости отбора на уровне группы. Эти идеи быстро завоевало популярность среди биологов, занимающихся исследованиями эволюции социального поведения.
В этологии и, в целом, в исследованиях животных, они иногда ведут себя так, что приносят пользу другим членам их популяции, нанося вред себе; это функциональное определение альтруизма.
Когда альтруизм происходит между несвязанными членами, это может быть взаимный альтруизм. Например, обезьяна, ухаживает за другой, в свою очередь ждет, пока роли не поменяются местами. Такая взаимность выгодна с эволюционной точки зрения, если стоимость помощи другим меньше, чем польза, получаемая взамен, и если отсутствует эксплуатация, то есть случаи невозврата выгоды. Этот предмет более развит в эволюционной теории игр, особенно в так называемой дилемме заключенного в социальной теории.
Внутригрупповая кооперация может существовать даже при полном отсутствии родства между членами группы в случае острой конкуренции между группами. Этим можно объяснить, например, то, что у пустынных муравьев Acromyrmex versicolor некоторые самки, способные основать новую колонию, отказываются от этого ради помощи другим самкам, совершенно неродственным им — особенно в том случае, если самки-основательницы подвергаются опасности набегов со стороны уже существующих колоний.

## Примеры
Млекопитающие
- Собаки и кошки часто принимают осиротевших котят, бельчат, утят и даже тигрят, заботясь о них, как о своих собственных детёнышах[18][19].
- Дельфины поддерживают больных или раненых собратьев, плавая под ними в течение многих часов и одновременно подталкивая их к поверхности, чтобы те могли дышать[20].
- Летучие мыши вампиры иногда извергают кровь, чтобы разделить её с больными собратьями, которые были неспособны найти пищу[21][22].
- Моржи были замечены принимающими детёнышей-сирот своих собратьев, которые потеряли собственных родителей из-за нападения хищников[23].

Птицы
- У многих видов птиц гнездящаяся пара получает поддержку в воспитании своих детенышей от других «вспомогательных» птиц-помощников, включая помощь в кормлении своих птенцов[24]. У пингвинов существует временный «детский сад или ясли» — группы молодняка, чьи оба родителя некоторое время добывают корм. Размер таких детских садов зависит от вида и варьирует от нескольких птенцов из соседних гнёзд (у антарктических или ослиных пингвинов) до нескольких десятков и более (у пингвинов Адели, субантарктических или императорских пингвинов)[25]. У некоторых видов в поведении наблюдается защита детенышей неродственной птицы от хищников[26].

Рыбы
- Harpagifer bispinis, вид рыб, живущих в социальных группах в суровых условиях Антарктического полуострова. Если родитель, охраняющий гнездо яиц, удаляется, то его обычно заменяет самец, не связанный с родителями, защищающий гнездо от хищников и предотвращает рост паразитических грибков, которые убивают выводок. У самцов нет явной выгоды, поэтому этот акт можно считать альтруистическим[27].

Насекомые
- Некоторые виды муравьёв, чувствующие, что скоро умрут, покидают свои гнёзда и погибают в одиночестве. Например, муравьи вида Temnothorax unifasciatus (Myrmicinae), заражённые спорами смертельного для них грибка Metarhizium anisopliae, за некоторое время до своей смерти (от нескольких часов до нескольких дней) покидали свой муравейник и уходили от него на большое расстояние. Это спасает других муравьёв от заражения новыми спорами грибка[28]. В то же время это способствует распространению спор грибка в разные стороны от муравейника.
- Муравьи Camponotus saundersi жертвуют собой в результате аутотизиса (суицидального альтруизма), убивая окружающих их врагов[29][30].
- Некоторые члены семей термитов вида Globitermes sulphureus погибают, жертвуя собой и «взрываясь» после разрыва специальных желёз с защитными секретами, выпускаемыми в муравьёв[31][32].